# Пьотър Налич
Пьотър Налич е руски певец. Заедно с „Музыкальный коллектив Петра Налича“ (Петер Налич Бенд) представя Русия на Евровизия 2010 с песента „Lost and forgotten“ в Осло.
При представянето си остава извън призовата десетка .